# Спрега, Луиджи
Луиджи Спрега (итал. Luigi Sprega, 1829, Рим — 2 февраля 1887, там же) — итальянский шахматист, неофициальный чемпион Италии.
Выиграл 2-й национальный турнир (Ливорно, 1878 г.) с результатом 14 из 16 (+13 −1 =2).
Участвовал в 3-м национальном турнире (Милан, 1881 г.).
Также был известен как проблемист. Сотрудничал с журналом «Nuova Rivista degli Scacchi».